# Caenorhabditis elegans
Caenorhabditis elegans (лат.) — свободноживущая почвенная нематода длиной около 1 мм. Исследования этого вида в молекулярной биологии и биологии развития начались в 1974 году работами Сиднея Бреннера. Широко используется как модельный организм в исследованиях по генетике, нейрофизиологии, биологии развития, вычислительной биологии. В 1986 году был полностью описан его коннектом. Геном полностью секвенирован (имеет размер около 100 Мб) и опубликован в 1998 году (дополнен в 2002). Мартин Чалфи использовал C. elegans при исследовании зелёного флуоресцентного белка.

## Геном
C. elegans был первым многоклеточным организмом, чей геном был полностью секвенирован. Полная последовательность была опубликована в 1998, однако в ней оставались небольшие пробелы (последний был закрыт в октябре 2002). Геном C. elegans имеет длину приблизительно 100 миллионов пар оснований и содержит приблизительно 20 000 генов. Большинство этих генов кодирует белки, но, вероятно, среди них есть примерно 1000 генов РНК. Учёные продолжают уточнять множество известных генов.
В 2003 также была определена генная последовательность родственной нематоды C. briggsae. Это позволило исследователям провести сравнительный генетический анализ двух близких организмов. В настоящее время продолжается работа над определением генных последовательностей других нематод того же рода, таких как C. remanei, C. japonica и C. brenneri. Эти новые генные последовательности получены методом «Whole-Genome Shotgun», а это значит, что результаты скорее всего не будут такими полными и точными, как в случае C. elegans, геном которого был секвенирован с использованием иерархического метода «Clone-by-Clone»).
Официальная версия генной последовательности C. elegans продолжает изменяться по мере того, как новые исследования приводят к нахождению ошибок в первоначальной последовательности (секвенирование ДНК не защищено от ошибок). Большинство изменений обычно незначительны, добавляется или удаляется только несколько комплементарных пар оснований ДНК.
Например, версия WS169 WormBase (декабрь 2006) содержит 6 изменений последовательности. Изредка производятся более серьёзные изменения, например, в версии WS159, опубликованной в мае 2006 года, в последовательность были добавлены более 300 пар оснований.

## Определение пола
У С.elegans два пола: самцы (X0) и гермафродиты (XX), которые являются самками, приобретшими способность к сперматогенезу.
У С. elegans пол определяется механизмом XX — X0, значение имеет отношение числа X-хромосом к числу наборов аутосом.
Половое развитие всех соматических клеток контролируется регуляторным путём, активность которого различается у разных полов. Этот путь называют глобальным, в отличие от путей, контролирующих развитие отдельных тканей. Также этот путь отвечает за контроль дозовой компенсации (процесса, приводящего к равной экспрессии X-связанных генов у обоих полов).
В общем, количество X-хромосом контролирует серию ингибиторных реакций, которая в конце определяет активность конечного регулятора tra-1 (transformer-1). А он определяет половую дифференциацию организма.
Каскад половой дифференциации запускается в раннем эмбрионе отношением числа X-хромосом к числу наборов аутосом. Оно влияет на экспрессию X0l-1 (X0 lethal 1). При большом отношении (XX) она угнетается, а при низком — нет. В X-хромосоме закодированы «нумераторы». Всего их 4, но изучены только 2 элемента: fox-1, РНК-связывающий белок, который может посттранскрипционно ингибировать X0l-1, и sex-1, он родственен ядерным рецепторам гормонов и ингибирует X01-1, связываясь с его промотером. Аутосомальные «деноминаторы» имеют противоположенное действие, они кодируют регуляторы транскрипции.
X0l−1 подавляет активность sdc. Они входят в большой белковый комплекс, связывающийся с X-хромосомой и на половину уменьшающий её транскрипцию. Sdc-2 также связывается с промотером her-1 и уменьшают его транскрипцию в 20 раз по сравнению с X0-животными.
HER-1 — это маленький секретируемый белок, отвечающий за мужское развитие клеток неавтономным способом. Он ингибирует tra-2, который при этом не может связаться с fem, он удерживает tra-1 в цитоплазме и развитие происходит по мужскому пути. Перемещение в ядро транскрипционного фактора tra-1 означает реализацию гермафродитного фенотипа. При этом белок fem диссоциирует с tra-1 и связывается с белком tra-2.

## Нервная система

Передвижение C. elegans

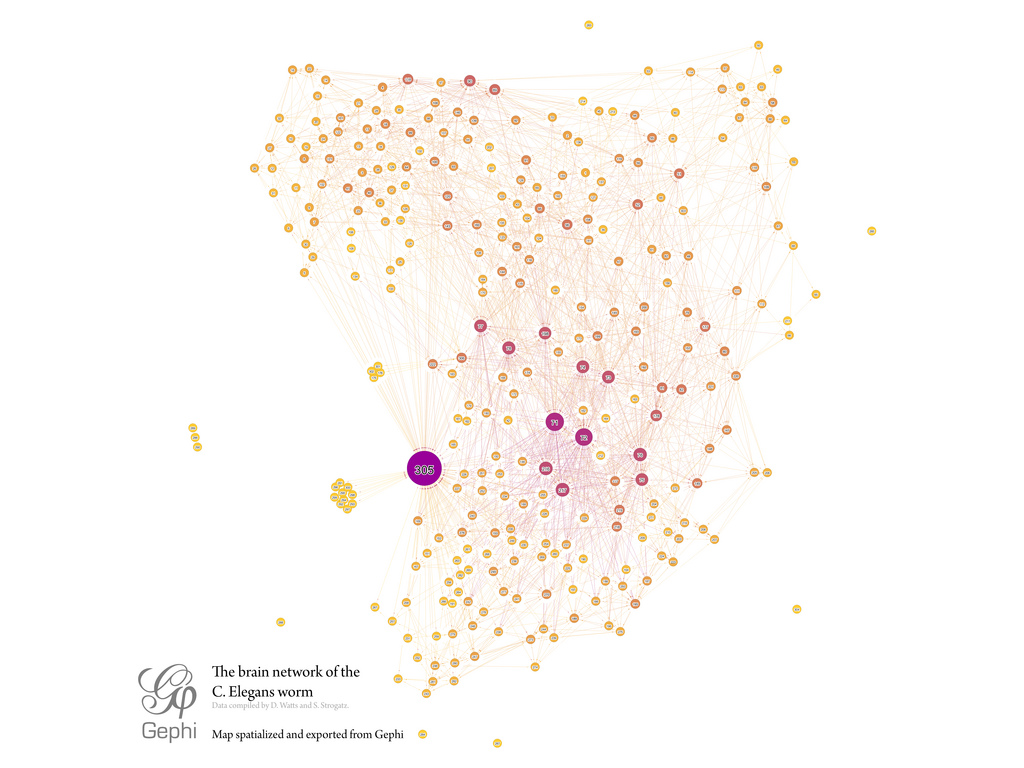
Коннектом C. elegans

C. elegans имеет одну из самых простых нервных систем (простыми часто называют нервные системы, состоящие из небольшого числа нейронов). Взрослая гермафродитная особь состоит из 959 клеток (самец — из 1031 клетки) и имеет всего 302 нейрона, связи между которыми были полностью описаны. В связи с этим C. elegans является удобным объектом для изучения механизмов управления движениями, передачи сигналов по нейронной сети, хемотаксиса и т. п.

## Особенности жизненного цикла

Схема строения в продольном срезе

При недостатке пищи или действии ряда других факторов, в том числе выделений взрослых особей, подвергнувшихся негативным действиям среды, из претерпевших одну линьку личинок (стадия L2) может развиться не обычная для жизненного цикла нематод личинка L3, а так называемая дауэровская личинка (Dauer larva). Ряд таких веществ, производных аскарилозы, называют даумонами.